# Kristina Nilsson (politiker)
Ingrid Kristina Nilsson, tidigare Christina Karlsson, född 10 april 1965 i Grundsunda församling i Västernorrlands län, är en svensk politiker (socialdemokrat), som är ordinarie riksdagsledamot sedan 2010, invald för Västernorrlands läns valkrets.
Som nytillträdd riksdagsledamot år 2010 blev Nilsson ledamot i skatteutskottet och suppleant i arbetsmarknadsutskottet. Den 8 juni 2011 blev hon invald i miljö- och jordbruksutskottet som suppleant. Den 18 oktober samma år avgick hon från skatteutskottet. Från oktober 2014 är hon ordinarie ledamot i socialutskottet.
Nilsson var också ordförande i Örnsköldsviks socialdemokratiska arbetarekommun mellan 2012 och 2016.
Hon är sjuksköterska till yrket.